# Няруй, Николай Тимофеевич
Николай Тимофеевич Няруй (1906, Ныда, Тобольская губерния — 1976, Салехард, Тюменская область) — советский хозяйственный, государственный и политический деятель.
Первый ненецкий депутат Совета национальностей Верховного Совета СССР.

## Биография
Родился в 1906 году в посёлке Ныда. Член ВКП(б).
С 1921 года — на хозяйственной, общественной и политической работе. В 1921—1959 гг. — член бюро Ныдинского райкома партии и замсекретаря ВКП(б), член правления Ныдинского интегрального кооператива, заместитель секретаря Ныдинского райкома ВКП(б), 2-й секретарь Ямало-Ненецкого окружного комитета ВКП(б), инструктор окрсовета, председатель колхоза им. В. В. Куйбышева в посёлке Панаевск Ямальского района, инструктор Ямальского райисполкома, отдела сельхоза по колхозному строительству, председатель Ярсалинского сельсовета, заведующий Южно-Ямальским красным чумом, инструктор Ямальского райсовета (посёлок Яр-Сале), заведующий сектором кадров райсовета, председатель Яптик-Салинского сельсовета, заведующий избой-читальней в посёлке Сюнай-Сале, работал при Сюнай-Салинском рыбоучастке Пуйковского рыбозавода.
Избирался депутатом Верховного Совета СССР 1-го созыва.
Умер в 1976 году в Салехарде.

## Семья
Сын — Семён — первый ненецкий композитор, автор множества национальных мелодий, композиций и песен. Родился в 1946 году на фактории Ямальская около Нового Порта. Проживает в Салехарде.